# اچ‌ام‌اس ونگارد (۱۸۷۰)
اچ‌ام‌اس ونگارد (۱۸۷۰) (به انگلیسی: HMS Vanguard (1870)) یک کشتی بود که طول آن ۳۴۲ فوت ۳ اینچ (۱۰۴٫۳۲ متر) بود. این کشتی در سال ۱۸۷۰ ساخته شد.